# Hohenzollern-Sigmaringen (księstwo)
Hohenzollern-Sigmaringen – państwo istniejące w latach 1576–1850 na terenie dzisiejszych Niemiec.
Hohenzollern-Sigmaringen powstało jako hrabstwo w 1576 po podziale państwa Hohenzollern na trzy części. W 1623 otrzymało status księstwa. W 1850 roku zostało anektowane przez Prusy. Terytorium księstwa zostało połączone z księstwem Hohenzollern-Hechingen. Utworzona prowincja Hohenzollern stanowiła eksklawę Prus w południowych Niemczech. Aneksja księstwa nie oznaczała jednak upadku znaczenia rodziny Hohenzollern-Sigmaringen, której członkowie zasiadali na tronie rumuńskim.

## Hrabiowie Hohenzollern-Sigmaringen (1576–1623)
- Karol II (1576–1606)
- Johann (1606–1623)

## Książęta Hohenzollern-Sigmaringen (1623–1849)
- Johann (1623–1638)
- Meinrad I (1638–1681)
- Maksymilian (1681–1689)
- Meinrad II (1689–1715)
- Józef Franciszek Ernest (1715–1769)
- Karol Fryderyk (1769–1785)
- Antoni Alojzy (1785–1831)
- Karol (1831–1848)
- Karol Antoni (1848–1849)